# Christopher Penny
Christopher Penny, né le 4 mai 1962 à Morristown (New Jersey), est un rameur d'aviron américain. 

## Carrière
Christopher Penny participe aux Jeux olympiques de 1984 à Los Angeles et remporte la médaille d'argent avec le huit américain composé de Chip Lubsen, Andrew Sudduth, John Terwilliger, Thomas Darling, Fred Borchelt, Charles Clapp III, Bruce Ibbetson et Robert Jaugstetter.
Il est médaillé de bronze en huit aux Championnats du monde d'aviron 1985.